# Том Кортни
Сер Том Кортни (енгл. Tom Courtenay) је енглески глумац рођен 25. фебруара 1937. године у Јоркширу (Енглеска). Постао славан низом запажених улога у британским филмовима раних 1960-их као што су: Усамљеност тркача на дуге стазе (1962), Лажљивац Били (1963) и Доктор Живаго (1965). Од средине 1960-их занемарио је филмску да би се више посветио позоришној каријери. Године 1983. је наступио у филму Гардеробер, поновивши улогу из истоимене представе, а за коју је добио другу номинацију за Оскара. Награђен је Златним медведом за најбољег глумца на Берлинском филмском фестивалу 2015. за тумачење главне улоге у филму 45 година.